# ویکی‌پدیای سانسکریت
ویکی‌پدیای سانسکریت نسخه زبان سانسکریت وب‌گاه ویکی‌پدیا است. این نسخه از ویکی‌پدیا در دسامبر ۲۰۰۳ بنیان نهاده شد.
ویکی‌پدیای سانسکریت تا ۳ ژانویه ۲۰۲۴، در رده صد و پنجاه و یکم ویکی‌پدیاها قرار گرفته است.